# 平琴州
平琴州，中国唐朝时设置的州。
唐高宗永淳二年（683年），析党州置平琴州，领四县：安仁县（今广西壮族自治区兴业县洛阳镇）、怀义县（今广西兴业县蒲塘镇炉岭村）、福阳县（今广西兴业县高峰镇）、古符县（今广西兴业县北市镇院峒村）。唐睿宗垂拱三年（687年）废，唐中宗神龙三年（707年）复置。天宝、至德时曾改为平琴郡。至德年间，又改安仁县为容山县。唐德宗建中二年（781年）废平琴州，县属党州。
平琴州刺史
- 周珪（开元初年）